# پنج ترکیه‌ای
پنج ترکیه‌ای (ترکی استانبولی: Türk Beşleri) نامی است که برخی از نویسندگان برای شناسایی پنج پیشگام موسیقی کلاسیک غربی در ترکیه به کار می‌بردند. همه آنها در دهه اول سده بیستم متولد شدند و بهترین موسیقی خود را در سالیان ابتدایی جمهوری ترکیه بویژه در دوره ریاست جمهوری مصطفی کمال آتاتورک و عصمت اینونو نوشتند. همه آنها با هر دو رئیس‌جمهور ارتباط داشتند و از این رو برای غربی کردن ترکیه بسیار تشویق می‌شدند.
این پنج آهنگساز عبارتند از:
- احمت عدنان سایگون
- اولوی جمال ارکین
- جمال رشیت ری
- حسن فرید آلنار
- نجیل کاظم آکسس

این آهنگسازان جهت‌گیری موسیقی کلاسیک را در جمهوری تازه تأسیس ترکیه تعیین کردند. استفاده از موسیقی محلی ترکیه و آخشیج‌های سنتی/معین به سبک سمفونیک کاملاً غربی از ویژگی‌های موسیقی این آهنگسازان است.